# Athyrium mohillense
Athyrium mohillense är en majbräkenväxtart som först beskrevs av Fée, och fick sitt nu gällande namn av Tard. Athyrium mohillense ingår i släktet Athyrium och familjen Athyriaceae. Inga underarter finns listade.